# Emperor / Hordanes Land
Emperor / Hordanes Land je split dvaju norveških black metal sastava Emperor i Enslaved. Diskografska kuća Candlelight Records objavila ga je u lipnju 1993.

## Pozadina
Emperorove pjesme su snimljene u prosincu 1992. u studiju S te su se pojavile na istoimenom EP-u koji je objavljen u svibnju 1993. Enslavedove pjesme snimljene su u studiju Lydloftet u Ølenu u listopadu 1992. i objavljene u svibnju sljedeće godine. U lipnju diskografska kuća Candlelight Records objavila je split album na kojem su se pojavile pjesme iz EP-ova.
Popis pjesama Enslaveda na nekoliko izdanja sadrži razne greške. "Slaget i skogen bortenfor (Epilog / Slaget)" na razne kopije ima kvare u naslovu.

## Popis pjesama
| 1. | »I Am the Black Wizards« (iz EP Emperor)                | Mortiis | Ihsahn, Samoth | 6.24 |
| 2. | »Wrath of the Tyrant« (iz EP Emperor)                   | Mortiis | Ihsahn, Samoth | 4:15 |
| 3. | »Night of the Graveless Souls« (iz EP Emperor)          | Mortiis | Ihsahn, Samoth | 3:14 |
| 4. | »Cosmic Keys to My Creations and Times« (iz EP Emperor) | Mortiis | Ihsahn, Samoth | 6:22 |

| Enslaved | Enslaved                                                                                               | Enslaved                  | Enslaved | Enslaved | Enslaved | Enslaved | Enslaved | Enslaved | Enslaved |
| Br.      | Skladba                                                                                                | Autor                     | Trajanje |          |          |          |          |          |          |
| -------- | --- | ------------------------- | -------- | -------- | -------- | -------- | -------- | -------- | -------- |
| 1.       | »Slaget i skogen bortenfor (Epilog/Slaget)« (Borba u dalekoj šumi (Epilog/Borba), iz EP Hordanes Land) | Ivar Bjørnson, Ivan Pawle | 13:10    |          |          |          |          |          |          |
| 2.       | »Allfǫðr Oðinn« (Sveopći otac Odin, iz EP Hordanes Land)                                               | Bjørnson                  | 7:50     |          |          |          |          |          |          |
| 3.       | »Balfǫr (Andi fara/Prologr)« (Vatreno putovanje (Odlazak duše/Prolog), iz EP Hordanes Land)            | Bjørnson                  | 9:49     |          |          |          |          |          |          |
| 51:10    | |                           |          |          |          |          |          |          |          |

## Zasluge
| Emperor - Ihsahn – vokali, gitara, klavijature - Samoth – gitara - Mortiis – bas-gitara - Faust – bubnjevi Enslaved - Earl Grutle – vokali, bas-gitara - D. Ymer – gitara, klavijature, sintesajzer, efekti - Trym – bubnjevi | Ostalo osoblje - K. Ulland – inženjer zvuka, produkcija - K. B. Bjørkhaug – inženjer zvuka, produkcija - R. Torsen – inženjer zvuka, produkcija |